# Roland Schwab (Regisseur)
Roland Schwab (* 13. Dezember 1969 in Saint-Cloud) ist ein deutscher Musiktheaterregisseur.

## Leben

### Künstlerische Laufbahn
Roland Schwab wuchs in München auf. Ab 1992 studierte er Musiktheater-Regie an der Hochschule für Musik und Theater Hamburg bei Götz Friedrich. Während des Studiums wirkte er als Assistent am Opernstudio Karlsruhe und an der Opéra National du Rhin bei Renate Ackermann sowie an der Hamburgischen Staatsoper, der Deutschen Oper Berlin und am Opernhaus Zürich, wo er unter anderem mit Götz Friedrich, Harry Kupfer und Ruth Berghaus zusammenarbeitete. 1994 wurde er Meisterschüler von Ruth Berghaus.
Nach dem Abschluss seines Studiums mit Auszeichnung war er ab 1998 Regieassistent am Staatstheater Meiningen, an dem er 2002 Oberspielleiter wurde. Seine dortigen Inszenierungen der Mozart-Opern Cosi fan tutte und Le nozze di Figaro fanden überregionale Beachtung.
Seit 2003 arbeitet er als freischaffender Regisseur unter anderen am Theater Münster (Pariser Leben), am Theater Freiburg (Lucia di Lammermoor), am Niederbayerischen Landestheater (Orlando furioso, Lucrezia Borgia), am Theater Biel Solothurn (Orlando), am Musiktheater im Revier (Aida), am Tiroler Landestheater (Romeo et Juliette), am Landestheater Linz (Manon), am Anhaltischen Theater Dessau (Ein Maskenball), an der Oper Dortmund (The Rake’s Progress) und der Oper Bonn (La sonnambula).
Zum Mozartjahr 2006 entwickelte er das Projekt Mozart-Fragmente an der Deutschen Oper Berlin. Hier entstanden in der Folge die Inszenierungen Tiefland von Eugen d’Albert sowie Don Giovanni (2010). Weitere Inszenierungen kamen am Aalto-Theater Essen (Pagliacci) und an der Den Jyske Opera Denmark (Aida) zur Aufführung. Wichtige Arbeiten waren außerdem Verdis Otello und Puccinis Il trittico am Aalto-Theater, Wagners Lohengrin und Der Rosenkavalier in der Salzburger Felsenreitschule, sowie Mefistofele von Arrigo Boito an der Bayerischen Staatsoper München.  Bei den Bayreuther Festspielen 2022 inszenierte er als Eröffnungspremiere Tristan und Isolde.

### Lehrtätigkeit
Lehrtätigkeiten übernahm Schwab 2014 an der Bayerischen Theaterakademie August Everdin (Ensembleunterricht) und ab 2018 als Gastdozent für Szenische Studien an der Hochschule für Musik und Darstellende Kunst Frankfurt am Main. Seit 2023 ist er Universitätsprofessor für Musiktheaterregie und Musikdramatische Darstellung an der Universität für Musik und Darstellende Kunst Wien.

### Privates
Roland Schwab ist mit der georgischen Mezzosopranistin Khatuna Mikaberidze verheiratet, mit der er einen gemeinsamen Sohn hat.

## Inszenierungen (Auswahl)
- 1996: Le Roi Berenger von Heinrich Sutermeister, Forum Hamburg
- 1997: Frank Alert meets Brecht, Berliner Ensemble
- 1997: Der Leuchtturm von Peter Maxwell-Davies, Theater Meißen
- 1999: Die beiden Blinden von Jacques Offenbach, Meininger Theater
- 2001: Così fan tutte von W. A. Mozart, Meininger Theater
- 2002: Die Hochzeit des Figaro von W. A. Mozart, Meininger Theater
- 2003: Kiss me, Kate von Cole Porter, Meininger Theater
- 2003: The Rape of Lucretia von Benjamin Britten, Südostbayerisches Städtetheater
- 2003: My Fair Lady von Frederick Loewe, Theater Freiburg
- 2004: Angelique von Jacques Ibert / Die Brüste des Tiresias von Francis Poulenc, Südostbayerisches Städtetheater
- 2004: Pariser Leben von Jacques Offenbach, Städtische Bühnen Münster
- 2005: Ariadne auf Naxos von Richard Strauss, Südostbayerisches Städtetheater
- 2005: Lucia di Lammermoor von Gaetano Donizetti, Theater Freiburg
- 2006: Fragmente von W. A. Mozart, Deutsche Oper Berlin
- 2007: Orlando furioso von Antonio Vivaldi, Südostbayerisches Städtetheater
- 2007: Orlando von Georg Friedrich Händel, Theater Biel Solothurn
- 2007: Tiefland von Eugen d’Albert, Deutsche Oper Berlin
- 2008: The Rake’s Progress von Igor Strawinsky, Oper Dortmund
- 2008: Roméo et Juliette von Charles Gounod, Tiroler Landestheater Innsbruck
- 2008: Aida von Giuseppe Verdi, Musiktheater im Revier
- 2009: Manon von Jules Massenet, Landestheater Linz
- 2010: Der Gefangene von Luigi Dallapiccola/Carlo Gesualdo, Niederbayerisches Landestheater
- 2010: Ein Maskenball von Giuseppe Verdi, Anhaltisches Theater Dessau
- 2010: Don Giovanni von W. A. Mozart, Deutsche Oper Berlin
- 2011: Zar und Zimmermann von Albert Lortzing, Musiktheater im Revier
- 2011: La sonnambula von Vincenzo Bellini, Oper Bonn
- 2011: Luci mie traditrici von Salvatore Sciarrino, Niederbayerisches Landestheater
- 2012: Werther von Jules Massenet, Theater Gera
- 2012: Turandot von Giacomo Puccini, Opera Bergen
- 2012: Les dialogues des Carmélites von Francis Poulenc, Landestheater Linz
- 2013: Die lustige Witwe von Franz Lehár, Theater Altenburg
- 2014: Ulenspiegel von Walter Braunfels, Brucknerfest Linz
- 2014: Farnace von Antonio Vivaldi, Staatstheater Braunschweig
- 2015: Die Gärtnerin aus Liebe von W. A. Mozart, Theater Augsburg
- 2015: Mefistofele von Arrigo Boito, Bayerische Staatsoper München
- 2016: Tosca von Giacomo Puccini, Staatstheater Braunschweig
- 2016: Orlando von Peter Aderhold, Staatstheater Braunschweig
- 2017: Guillaume Tell von Giachino Rossini, Saarländisches Staatstheater Saarbrücken
- 2017: Aufstieg und Fall der Stadt Mahagonny von Kurt Weill, Theater Gera
- 2018: Dalibor von Bedrich Smetana, Staatstheater Augsburg
- 2018: Oberst Chabert von Hermann Wolfgang von Waltershausen, Oper Bonn
- 2018: Lucrezia Borgia von Gaetano Donizetti, Niederbayerisches Landestheater
- 2019: Lohengrin von Richard Wagner, Felsenreitschule Salzburg
- 2019: Otello von Giuseppe Verdi, Aalto-Theater Essen
- 2020: Don Carlos von Giuseppe Verdi, Saarländisches Staatstheater Saarbrücken
- 2021: Aida von Giuseppe Verdi, Danish National Opera (Den Jyske Opera) Aarhus
- 2021: Pagliacci von Ruggero Leoncavallo, Aalto-Theater Essen
- 2022: Il trittico von Giacomo Puccini, Aalto-Theater Essen
- 2022: Ernani von Giuseppe Verdi, Theater Bonn
- 2022: Tristan und Isolde von Richard Wagner, Bayreuther Festspiele
- 2022: Der Rosenkavalier, Felsenreitschule Salzburg
- 2025: Parsifal von Richard Wagner, Aalto-Theater Essen

## Nominierungen
- 2006: W.A. Mozart: Fragmente (Deutsche Oper Berlin) – Nominierung der Zeitschrift Deutsche Bühne in der Kategorie „Beste Regie“
- 2007: Nominierung der Zeitschrift Opernwelt in der Kategorie „Bester Nachwuchsregisseur“
- 2008: I. Strawinsky: The Rake’s Progress (Theater Dortmund) – 3. Preis Kritikerumfrage der Zeitschrift Theater pur in NRW